# Плеяда художников 1920—1930-х годов
Плеяда советских художников («Плеяда художников») — широкая творческая группа молодых художников, выпускников художественных школ 1920-х годов, преимущественно лирико-романтической ориентации, работавшая между периодами авангарда и тоталитарного искусства. Каждое десятилетие начала XX века выдвигало новые творческие задачи, а вместе с ними и новую плеяду художников. Советские художники 1920—1930-х годов объединялись искусствоведами и историками искусства по образованию у учителей эпохи авангарда, совместному участию в выставках того периода и тематических коллекциях. Объединение художников по этому принципу используется в тематических выставках и экспозициях музеев

## Термин и история

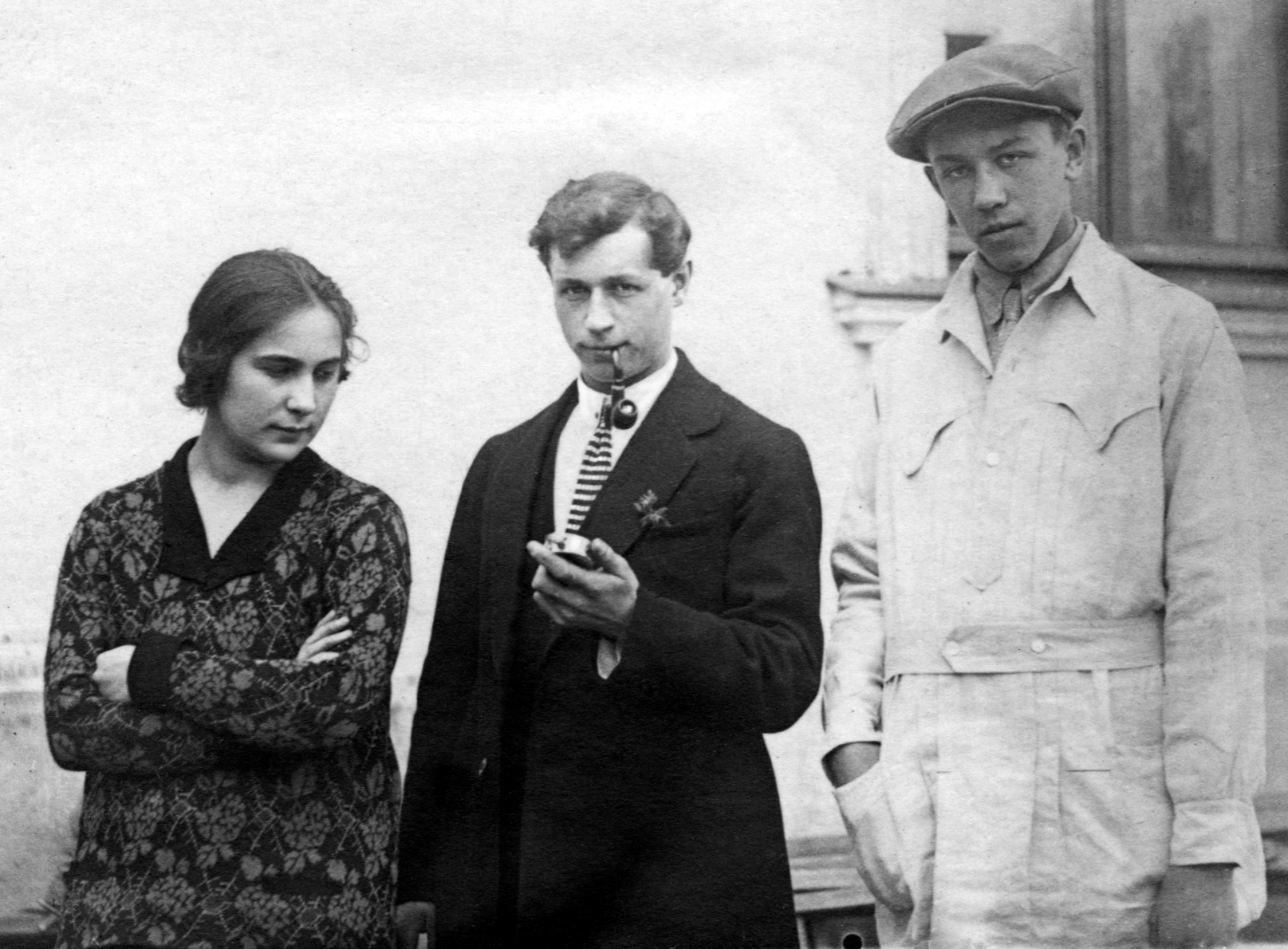
Художники 1930-х годов, Москва

Термин «Плеяда» был предложен в 1980-х годах историком и искусствоведом О. О. Ройтенберг (1923—2001). Она впервые предложила более подробную периодизацию довоенного советского изобразительного искусства, культуры и общества:
- 1917—1922/23. Послереволюционный переходный этап.
- 1922/23—1927/28. Обучение новой волны художников. Создание ими новых союзов.
- 1927/28—1932/33. Распад неформальных союзов художников.
- 1932/33—1941. Репрессии и предвоенный этап.

Синонимами этого термина раньше были: художники первых пятилеток (по названию одноимённой выставки), довоенные художники, первый советский андеграунд, третий путь, тихое искусство, неполярное искусство, советский модернизм.
Первым на художников «Плеяды» обратил внимание директор Музея искусств в Нукусе («среднеазиатский Третьяков») И. В. Савицкий. Это породило внимание к «неизвестной» странице истории живописи со стороны других музеев.
На Московской выставке «Художники первой пятилетки» («Однодневная выставка» в МДХ, 31 октября 1977 года) было показано 210 работ художников «Плеяды». Более трети картин приобрела Государственная Третьяковская галерея. Это обстоятельство помогло сделать последующие выставки.
О. О. Ройтенберг так определяла термин в книге «Неужели кто-то вспомнил, что мы были…» (2008, С. 24):

Речь пойдет о молодых художниках преимущественно лирико-романтической ориентации, условно объединяемых понятием «плеяда» (возможно, слово неточное, но лучшего не нашлось). Ибо плеяда — нечто более широкое, чем творческая группировка, определённое направление или сообщество связанных между собой выпускников художественных школ в конце 20-х. Напротив, многие из тогдашних сверстников зачастую не знали друг друга, не догадывались о «родстве душ». Однако с «большого расстояния» видна близость людей, только по обстоятельствам жизни не сведенных дружбой, и отчетливо просматриваются линии культуры, где встают рядом незнакомые единомышленники. Вошли они в жизнь, в искусство окрылено и дерзко. С обостренным ощущением сопричастности делам и дням страны. С нравственным максимализмом, при котором без высоких слов живут по высокой мерке самоотдачи, доверчиво выказывая и свою любовь, и свое лирическое чувство, что и предреши-ло схожую участь светлых, горячих людей, начало творческих биографий которых оказалось звездным мгновением.
С 2018 года термин «Плеяда художников 1920—1930-х годов» был принят многими музеями и выставками, Государственный музей изобразительных искусств имени А. С. Пушкина уже несколько лет проводит цикл лекций и презентаций по этой теме.
В 2021—2022 годах большая выставка Плеяды художников 1920—1930-х годов (Галеев-галерея, Москва) была объединена этим термином.

## Художники Плеяды
Алфавитный список основных художников (Именной указатель) по 2 изданию книги О. О. Ройтенберг «Неужели кто-то вспомнил, что мы были…»: Из истории художественной жизни. 1925—1935 (2008):
- Аксельрод, Меер Моисеевич (1902—1970)
- Барто, Ростислав Николаевич (1902—1974)
- Беляев, Василий Павлович (1901—1942)
- Витинг, Николай Иосифович (1910—1991)
- Воронов, Леонид Александрович (1899-1938)
- Глускин, Александр Михайлович (1899—1969)
- Голованов, Александр Сергеевич (1899—1930)
- Гусятинский, Анатолий Маркович (1900—1940)
- Гуревич, Михаил Львович (1904—1943)
- Давидович, Ефрем Георгиевич (1899—1941)
- Ермилова-Платова, Ефросиния Федосеевна (1895—1974)
- Жолткевич, Лидия Александровна (1901—1991)
- Зевин, Лев Яковлевич (1903—1942)
- Зозуля, Григорий Степанович (1893—1973)
- Кашина, Нина Васильевна (1903—1985)
- Коровай, Елена Людвиговна (1901—1974)
- Кулешов Илья Дмитриевич (1903—1944)
- Курзин, Михаил Иванович (1888—1957)
- Лабас, Александр Аркадьевич (1900—1983)
- Ломакина, Мария Владимировна (1896—1964)
- Мятелицина, Вера Андреевна (1900—1980)
- Маркин, Сергей Иванович (1903—1942)
- Маркова, Валентина Петровна (1907—1941)
- Мигаев, Владимир Фёдорович (1899—1972)
- Монин, Александр Александрович (1895—1969)
- Накаряков, Анатолий Каранатович (1899—1967)
- Павильонов, Георгий Сергеевич (1907—1937)
- Пермякова, Ольга Андреевна (1901—1936)
- Попов, Борис Никанорович (1909—2001)
- Прокошев, Николай Иванович (1904—1938)
- Расторгуев, Сергей Николаевич (1896—1943)
- Раубе-Горчилина, Мария Вячеславовна (1900—1979)
- Рожкова, Евгения Емельянова (1901—1988)
- Романович, Сергей Михайлович (1894—1968)
- Русаковский, Липа Ильич (1904—1941)
- Рыбченков, Борис Фёдорович (1899—1994)
- Семашкевич, Роман Матвеевич (1900—1937)
- Соколов, Михаил Ксенофонтович (1885—1947)
- Соколова, Ольга Александровна (1901—1991)
- Софронова, Антонина Фёдоровна (1892—1966)
- Суриков, Павел Высильевич (1897—1943)
- Тарасов Николай Павлович (1896—1957)
- Тимирёв Владимир Сергеевич (1914—1938)
- Трошин Николай Степанович (1897—1990)
- Фаворский Никита Владимирович (1915—1941)
- Чирков, Антон Николаевич (1902—1946)
- Щипицын, Александр Николаевич (1896—1943)
- Щукин Юрий Прокопьевич (1904—1935)
- Эдельштейн Константин Витальевич ((1909—1977)
- Яковлев, Андрей Владимирович (1902—1944)
- и другие.

## Выставки художников Плеяды
Участие художников в выставках:

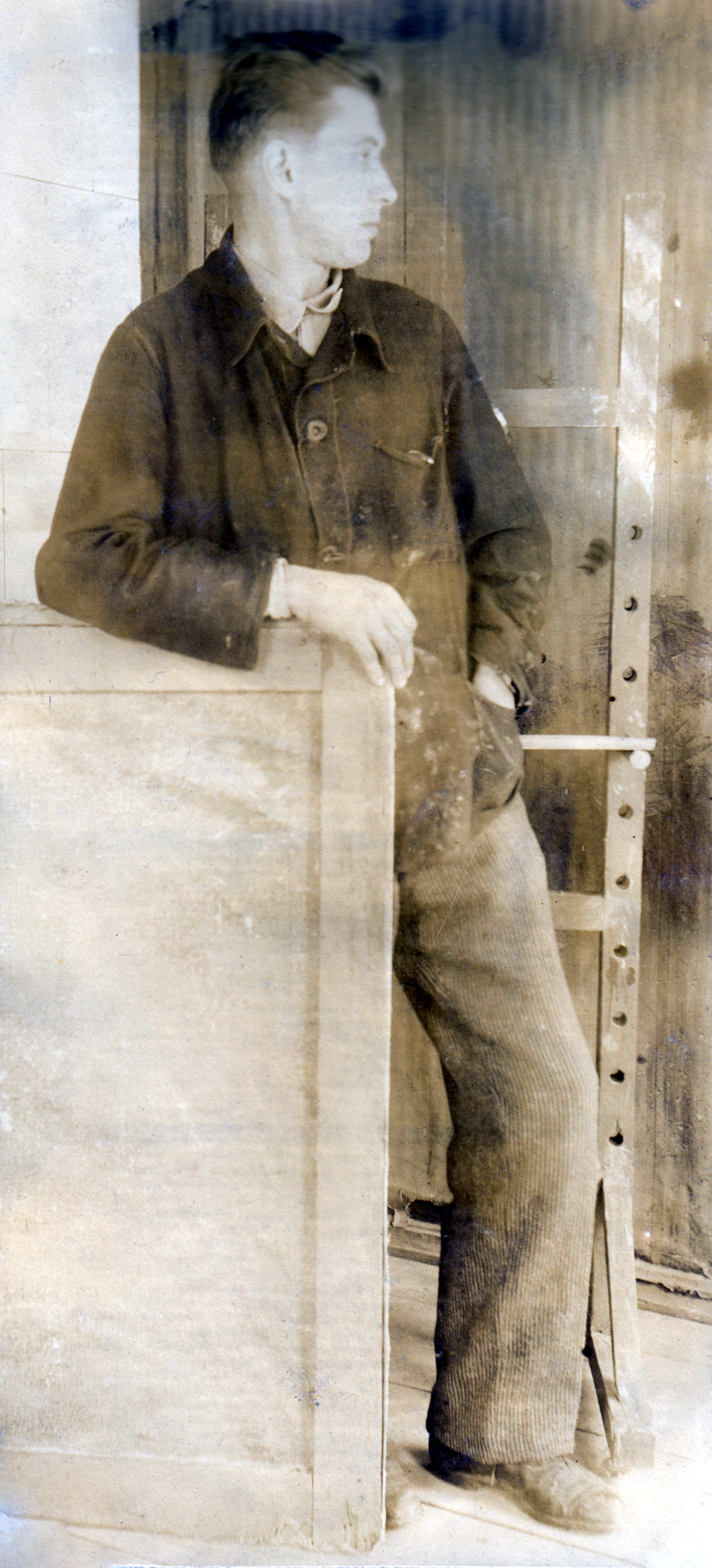
Художник плеяды
С. Маркин

- 1934 — Москва. «Выставка начинающих молодых художников г. Москвы»
- 1935 — Москва. Отчётная выставка в МООСХ «Донбасс в живописи»
- 1936 — Москва. Выставка «Москва в живописи и графике»
- 1937 — Москва. «Первая выставка акварельной живописи московских художников»
- 1939 — Москва. «Всесоюзная выставка молодых художников, посвящённая 20-летию ВЛКСМ»
- 1940 — РСФСР. «Передвижная выставка произведений московских и ленинградских художников по городам Поволжья»
- 1940 — Москва. «Седьмая выставка Союза московских художников»
- 1965 — Москва. Выставка художников погибших на войне
- 1975 — Москва. Выставка к 30-летию победы
- 1977 — Москва: «Художники первой пятилетки» («Однодневная выставка» в МДХ, 31 октября)[8]
- 1980 — ГТГ: «Москва в русской и советской живописи»[14], вошёл в каталог выставки.
- 1985 — Москва. Выставка к 40-летию победы
- 1990 — ГТГ: «Тридцатые годы»[15]
- 1992 — Московские художники 1920—1930-х годов.
- 2017 — Государственная Третьяковская галерея Москва сквозь века.
- 2021 — Москва: выставка «За фасадом эпохи» посвящена московским художникам, творческий расцвет которых пришелся на переломные для советской культуры 1920-е −1930-е годы. Галеев-галерея.

## Память

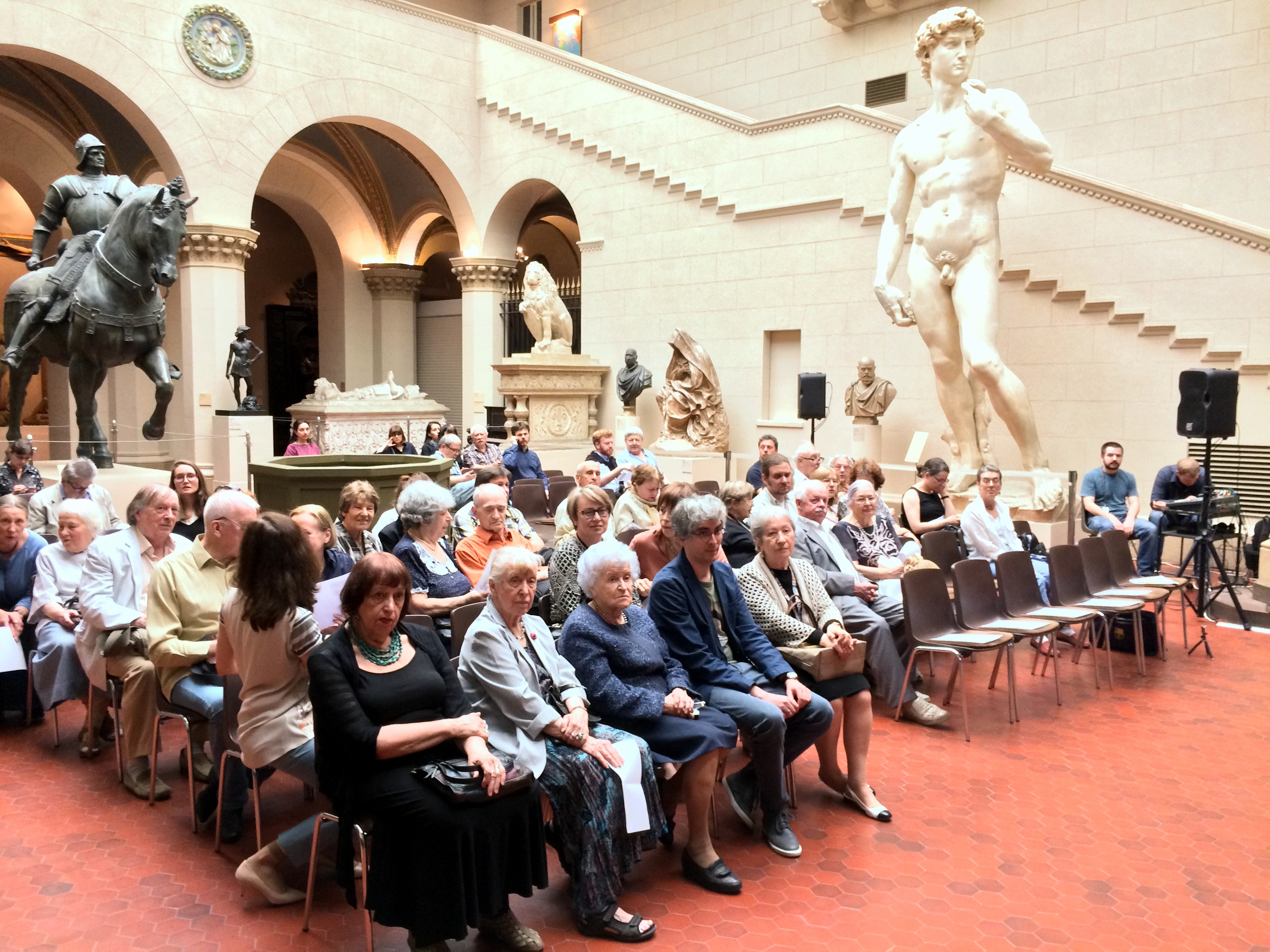
Памятный вечер, 2018

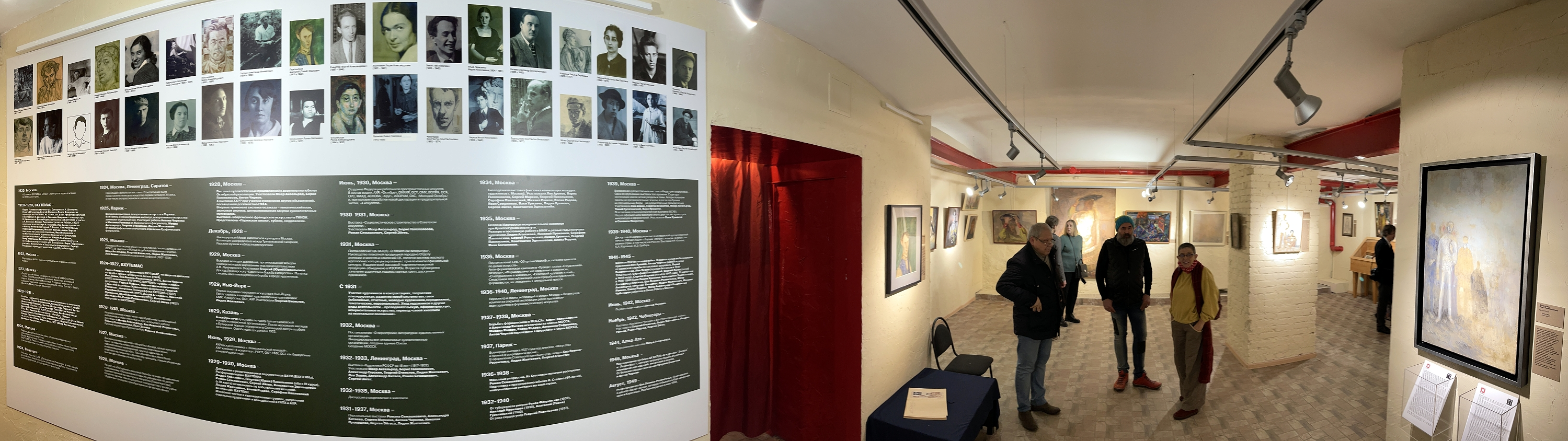
Выставка Плеяды художников, 2022

В память о «Плеяде художников», которую изучала Ольга Ройтенберг, проводятся выставки и мероприятия:
- 2005 — Памяти Ольги Ройтенберг — выставка «Они действительно были», Государственный выставочный зал «Ковчег», Москва.
- 2013 — Вспоминая Ольгу Ройтенберг — Выставка «Плеяда Ольги Ройтенберг: энергия графики»
- 2018 — Музей изобразительных искусств имени А. С. Пушкина — вечер памяти О. Ройтенберг и В. Шалабаевой.
- с 2019 — регулярные мероприятия в Отделе личных коллекций ГМИИ по отдельным художникам Плеяды.

Среди искусствоведов и историков искусства, изучавших творчество этих художников:
- Ройтенберг, Ольга Осиповна
- Кантор, Анатолий Михайлович
- Герчук, Юрий Яковлевич
- Чудецкая, Анна Юрьевна
- Сафонов, Сергей Александрович — Галерея Ковчег
- Галеев, Ильдар Ибрагимович — Галеев-галерея
- Балашов, Александр Владимирович.